# Iridomyrmex breviantennis
Iridomyrmex breviantennis är en myrart som beskrevs av Théobald 1937. Iridomyrmex breviantennis ingår i släktet Iridomyrmex och familjen myror. Inga underarter finns listade i Catalogue of Life.